# Amar II Ould Ali
Amar II Ould Ali fou emir de Trarza. Va succeir el seu pare Ali Chandora Ould Haddi el 1727 i va governar trenta anys.
El seu regnat va veure dissensions internes permanents entre els Oulad Daman i els Oulad Ahmed ben Daman i dins de cadascun d'aquests grups. M'hammed ben Ahmed Ioura informa de les següents lluites: 
Lluites entre les fraccions dels Oulad Ahmed ben Daman, els Ahel Ag Mouttar i els Ahel Abella. Els Ahel Abella estaven instal·lats al oued d'Aguenni o Agounnih, avui dia El-Khot, i foren atacats per sorpresa pels Ahel Ag Mouttar; el seu emir Biram ould Mahmoud hi va morir.
Lluites entre els Ahel Abella (Oulad Ahmed ben Daman) i els Ahel Attam (Oulad Daman). Els segons van atacar el campament dels primers a Tin Darmadiek El-Ogla, a l'Iguidi oriental de Trarza; després d'això els Ahel Abella van evacuar el país cap al sud i es van instal·lar a Aguenni El-Khot. Els Ahel Attam van marxar cap allí i els van sorprendre i els atacats van fugir abandonat el campament als atacants deixant 17 morts; els ramats, parents i esclaus van quedar pels atacants.
Lluites entre els Ahel Attam (Oulad Daman) i els Ahel Deïa, descendents d'Ahmed Deïa Ould Haddi, germà d'Ali Chandora (Oulad Ahmed ben Daman). Fou un atac dels primers que van matar dos nets d'Ahmed Deïa: Amar ben Ali i Ali ben Cherqi, cosins segons de l'emir Amar II 
Lluites entre els Ahel Attam (Oulad Daman) i els Ahel Cherqi, descendents de Cherqi ben Haddi, germà d'Ali Chandora (Oulad Ahmed ben Daman). Els darrers tenien al seu front a M'hammed Cheïn ben Amar (l'ancestre dels Ahel M'hammed Cheïn moderns). En les lluites M'hammed Cheïn va morir i Othman ben Brahim Khalil (ancestre dels Ahel Brahim Khalil moderns) va agafar el comandament i va actuar com un heroi 
En el seu temps va viure un gran sant marabut dels Oulad Diman, Mohammed Al-Yadali (Yadadji en zenaga), nascut el 1685 o 1685 va morir el 1752 o 1753. Va deixar obres de teologia, exegesis, i biografia profètica, poètica i de prosa, algun dels quals el va enemistar amb l'emir dels brakna Ahmed ben Hiba. En els seus viatges va visitar Arguin (Agadir Douma), on fou ben rebut pels comandant i els cristians de l'illa. Fou enterrat a In Taffokt (Els Pous del Sol) a l'Iguidi.
L'emir Amar II va morir el 1757, any en què segons Ibn Khaldun van morir centenars de guerrers en les lluites internes ("van morir més persones que no pas dies hi ha a l'any"). El poeta Oualid ben Khalouna en el seu elogi diu que fou Imam del Sàhara occidental, dels negres de la Chemana i dels àrabs hassans. En l'espai de 20 dies van morir al mateix temps que l'emir, els seus cosins Haddi, fill de Siyed, i Djiied, fill d'al-Amdjed, un dels caps dels Ahel Attam. Amar II fou enterrat al gran cementiri dels Pous d'Agdernit a l'Iguido meridional on estan enterrats molts prínceps trarza i sants Oulad Diman.
Va deixar dos fills, Mokhtar i Ali Kouri. El fill gran Mokhtar Ould Amar el va succeir.